# Gynacantha dravida
Gynacantha dravida – gatunek ważki z rodziny żagnicowatych (Aeshnidae).